# Маршичанин, Драган
Драган Маршичанин (серб. Драган Маршићанин; род. 26 января 1950, Белград, СФРЮ) — югославский и сербский политик, исполняющий обязанности Президента Сербии с 4 февраля по 3 марта 2004 года.
На президентских выборах 2004 года в Сербии Маршичанин занял 4-е место, набрав 13,3% голосов.
Он был председателем Национальной скупщины Сербии в 2001 и 2004 годах, а также временно исполняющим обязанности президента Сербии с 4 февраля по 3 марта 2004 года.
Маршичанин окончил экономический факультет Белградского университета. Он был членом Демократической партии Сербии с момента её основания. Некоторое время он был секретарём партии, а в настоящее время является ее вице-президентом. Он занимал пост председателя муниципалитета Врачар в Белграде до 1996 года.